# 橄榄色层腹菌
橄榄色层腹菌（学名：Hymenogaster olivaceus）是属于伞菌目腹菌科层腹菌属的一种担子菌。其种加词“olivaceus”意为“橄榄绿色的”。该种分布于中国、英国、美国、俄罗斯、意大利、法国、瑞典、德国等地。